# 藤盛由果
藤盛 由果（ふじもり ゆうか、1989年〈昭和64年〉1月6日 - ）は、秋田朝日放送（AAB）のアナウンサー。

## 人物
- 秋田県大館市出身[2]。164cm。
- 2009年第21代ミス･フレッシュ秋田（JA秋田）に現在は久杉香菜、秋田テレビアナウンサー（選考時点）の加藤未来とともに選ばれる[3]
- 大館市立城南小学校、大館市立第一中学校、秋田県立大館鳳鳴高等学校、弘前大学卒業。
- 2012年より秋田朝日放送へ入社。
- 趣味は社交ダンス[2]。弘前大学競技ダンス部OG。暇さえあれば、いつでもどこでもステップを踏むほど踊ることが好き。
- バナナが苦手で、飲み物にしてもダメ[4]。
- 宝塚歌劇団で携帯の待ち受けにするほど好き[4]。

## 担当番組
太字番組は、出演中
- トレタテ! - メインキャスター（2023年4月3日 - ）
- AABニュース&ウェザー
- ぷぁぷぁ金星 - 準レギュラー（2014年 - 2019年）
- 情報ニュースショー トレタテ! - 天気担当（フリーキャスター時代を含む。 2012年 - 2014年）
- サタナビっ! - MC[2][5](2014年4月2日 - 2023年3月25日）